# غراهام توماس
غراهام توماس (بالإنجليزية: Graham Thomas)‏ هو منافس ألعاب قوى أسترالي، ولد في 1 فبراير 1931، وتوفي في 1998.

## وصلات خارجية
- غراهام توماس على موقع النتائج التاريخية لألعاب القوى الأسترالية (الإنجليزية)
- غراهام توماس على موقع أوليمبيديا (الإنجليزية)
- غراهام توماس على موقع اللجنة الأولمبية الأسترالية (الإنجليزية)